# Anastasio I (emperador)

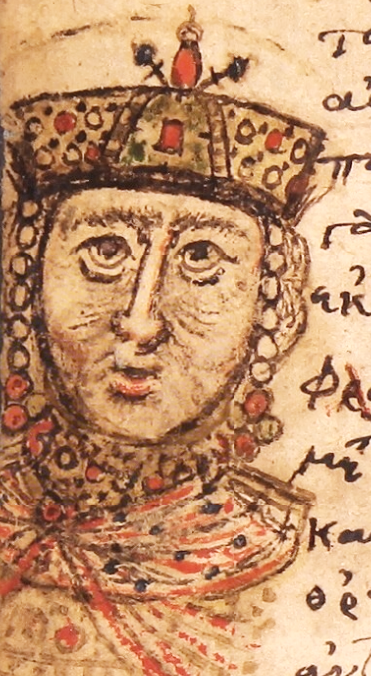
Retrato imaginario de Anastasio del Codex Mutinensis 122.

Flavio Anastasio (en latín: Flavius Anastasius; c. 430-9 de julio de 518) apodado Dicoro (en latín: Dicorus) fue emperador de Bizancio desde el 11 de abril de 491 hasta su muerte.

## Ascenso al trono

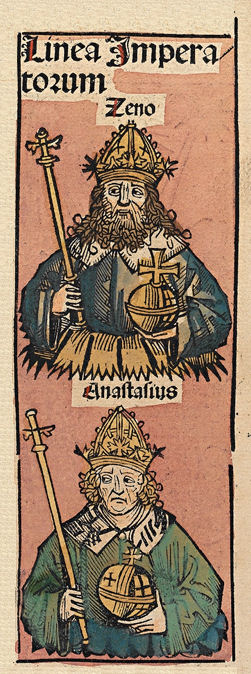
Xilografía del Siglo XV, perteneciente a las crónicas de Núremberg (Schedelsche Weltchronik) que representa a Zenón y a Anastasio de forma anacrónica.

Nació en Dirraquio, no más tarde del año 430. A la muerte de Zenón, en el año 491 no hubo sucesor directo, y Anastasio, que desempeñaba un cargo administrativo sin demasiada relevancia, decurión de los silentiarius, el cuerpo palatino que debía asegurar el orden en palacio, y que era bastante popular entre el pueblo, fue elegido sucesor por la viuda del emperador fallecido: Ariadna, hija de León I y madre de León II, con la que contrajo matrimonio poco más de un mes después de ser coronado emperador, el 20 de mayo de 491. Esta acción de Ariadna iba en contra de los deseos del propio Zenón, que había querido que su hermano Longino lo sucediera. Anastasio se casó con Ariadna y desterró a Longino a la Tebaida para que muriese de hambre. El matrimonio no tuvo descendencia, según algunos historiadores debido a la avanzada edad de Anastasio, que tenía más de sesenta años cuando subió al trono. En cualquier caso, sus sobrinos y sus descendientes tuvieron una influencia importante durante al menos cinco generaciones.
Se cuenta que cuando apareció por primera vez frente al pueblo con la púrpura imperial, este le cantó “Reina, Anastasio! ¡Reina como has vivido!”.
Anastasio era un hombre muy inteligente, culto y buen administrador. A diferencia de casi todos sus predecesores, provenía de una familia de habla griega. Se le adjudicó el sobrenombre de Dicorus («dos pupilas»), ya que tenía los ojos de dos colores diferentes, negro y azul.

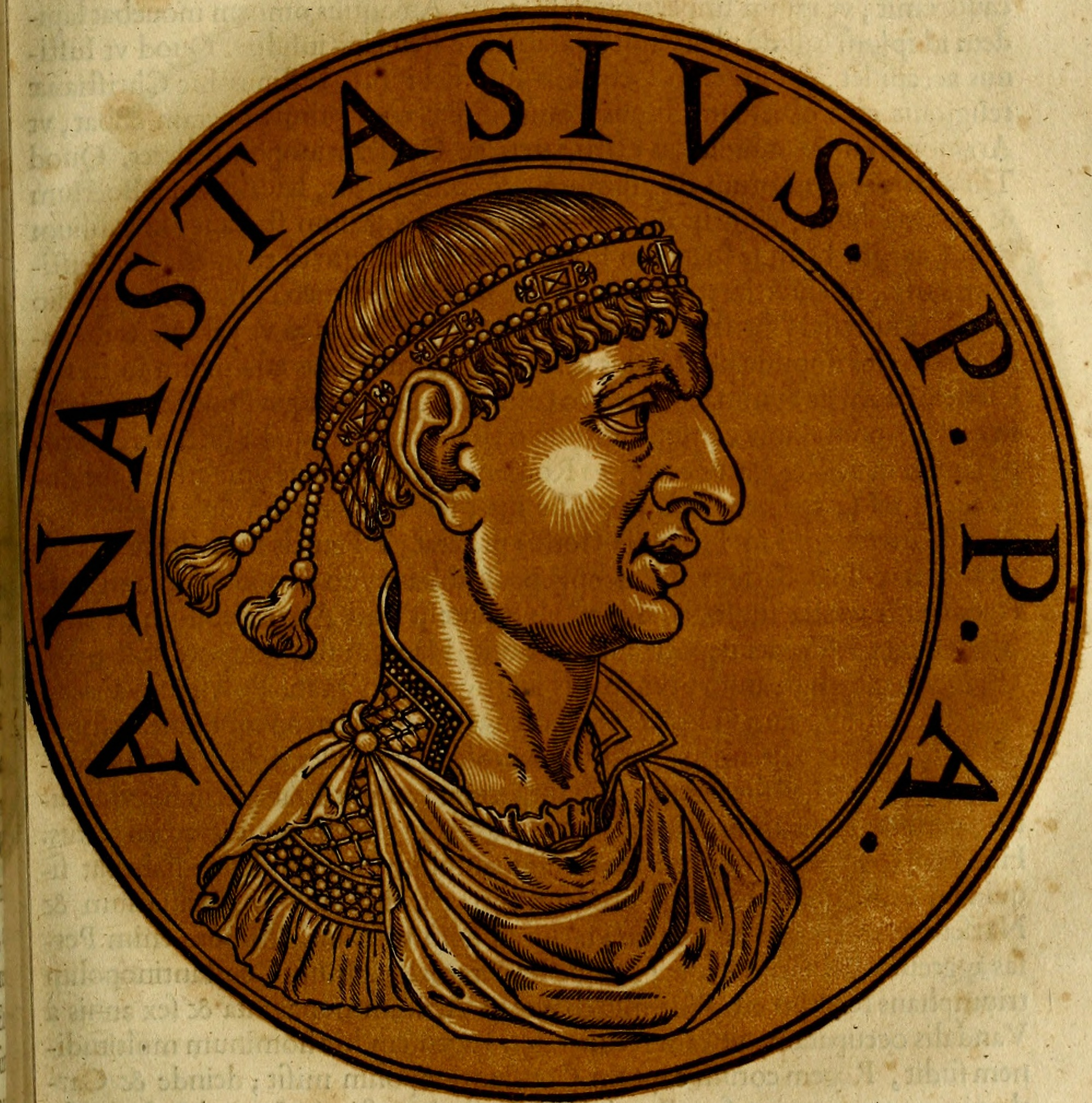
Medalla de Anastasio I (Siglo XVII)

Su reinado comenzó bajo los mejores auspicios, aunque posteriormente se vería alterado por las guerras y las disensiones religiosas.

## Política económica
Anastasio I puso en marcha un conjunto de reformas económicas que provocaron una prosperidad y un desarrollo nunca antes visto. En el 498 llevó a cabo un saneamiento del sistema monetario, que, tal y como había sido creado, daba lugar a una fuerte inflación. La gran reforma de Diocleciano y Constantino I había establecido una moneda de oro, el solidus, que conservaba su valor con el tiempo, pero no ocurría lo mismo con la del cobre, el nummus, que experimentaba una importante depreciación, que provocaba la mencionada inflación. Esto afectaba especialmente a los intercambios más fundamentales, debido a que eran los que utilizaban piezas de menor denominación. Para controlar la inflación, Anastasio fraccionó este tipo de moneda en distintos valores de cuarenta, veinte y diez nummi, mientras que aseguraba su pureza y estabilidad en relación con el solidus. Las nuevas piezas se acuñaron en Constantinopla, Antioquía y Nicomedia. Esta moneda de bronce constituida por Anastasio continuó siendo la moneda imperial típica hasta mediados del siglo VII.

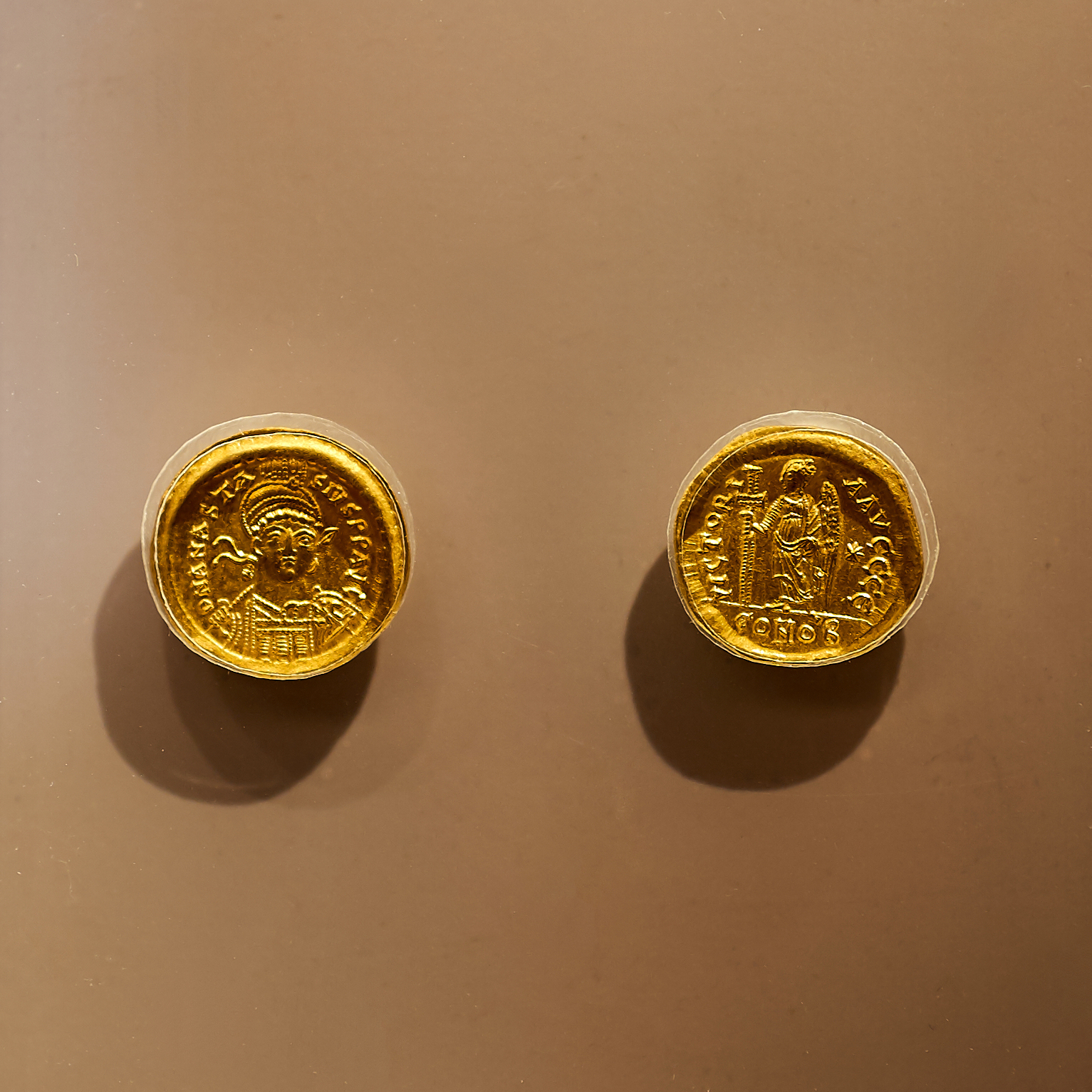
Sólidos de Anastasio I

También se pusieron en práctica una serie de medidas y transformaciones en el ámbito fiscal. Para empezar, se condonaron impuestos atrasados a provincias devastadas o con problemas para poder efectuar los pagos. Anastasio también reajustó el fisco para adecuarlo a una nueva situación de menor presión militar e impositiva. Desde los tiempos de Constantino, todas las actividades comerciales quedaban gravadas sin una carga pagadera en oro y plata, cada cinco años primero, más tarde cada cuatro. Anastasio en el año 498 obtuvo el favor popular cuando abolió el impuesto del chrysargiron o collatio lustralis, a su vez los bienes de los comerciantes podían ser confiscados en cualquier momento si las tropas lo necesitaban. Esta situación quedó anulada, de modo que las actividades económicas urbanas experimentaron un aumento de la seguridad y desplegó gran energía en la administración del Imperio. Anastasio abolió este impuesto y quemó públicamente todos los documentos que tenían relación con él. Esto satisfizo sobre todo a la Iglesia, porque al afectar directamente a los ingresos de las prostitutas, sancionaba legalmente el vicio. Desde comienzos del siglo IV este impuesto alcanzaba a todos los oficios y profesiones del Imperio, además de los sirvientes, los mendigos, las prostitutas, etc. Es posible que también se extendiera a los instrumentos de trabajo y al ganado doméstico de las mujeres. De esta forma, eran las clases pobres las que más sufrían este impuesto. La eliminación de esta tasa despojó al Tesoro de una renta considerable, aunque estas pérdidas fueron en parte compensadas con la constitución de un nuevo impuesto, la chrysoteleia, “impuesto-oro”, o impuesto en metálico en vez de en especies. Es bastante posible que se tratara de una contribución territorial que fuera destinada al mantenimiento del ejército, y que afectara de forma muy importante a las clases más desfavorecidas. También suprimió, a propuesta de su hombre de confianza, el sirio Marino, prefecto del pretorio, el sistema por el cual las corporaciones de las ciudades (curiae) se encargaban de la recaudación de los impuestos, que gravaban las municipalidades. Se establecieron cargos específicos para realizar esta actividad, los denominados vindices. Este nuevo sistema de recaudación, que aumentó bastante las rentas imperiales, fue alterado por los sucesores de Anastasio. Con esta medida se liberó a las clases altas urbanas de esta carga fiscal y se frenó la huida de la ciudad hacia el mundo rural que esta provocaba.
La administración recaudó impuestos más cuantiosos mientras que los contribuyentes pagaban menos que antes. Las cargas que el Estado imponía a la economía se redujeron, lo que mejoró el funcionamiento gubernamental y el ejército bizantino. La mayoría de sus miembros recibía buenos pagos, lo que provocaba que cada vez se incorporasen al ejército más hombres nativos de Bizancio. El ejército, de esta manera, ya no dependía de los bárbaros o de los isaurios.
Con el tiempo su restrictiva política económica le hizo impopular y le granjeó fama de avaro, aunque consiguió acrecentar el tesoro imperial en 320 000 libras de oro, según el historiador Procopio. Prohibió que se celebrasen combates de animales salvajes en los circos, provincias y ciudades, especialmente en el Oriente devastado por la guerra pérsica, y banquetes nocturnos en la capital del Imperio. También puso en marcha un importante programa de construcciones, como la Muralla Larga, el acueducto, el faro de Alejandría, entre otros. La economía de Anastasio desempeñó un papel importante en las acciones y medidas que pondría en práctica su segundo sucesor, Justiniano I. A su muerte en el año 518, había creado un leal ejército formado por 150 000 soldados.

## Coyunturas políticas
Se vio envuelto en dos grandes guerras: la guerra isáurica y la guerra persa. La primera se desarrolló entre 492 y 496 y se originó por la revuelta de los seguidores del hermano de Zenón, Longino, cuando este fue desterrado por el emperador a la Tebaida, en Egipto. Al descubrirse que a la muerte de Zenón habían planeado una conspiración contra el nuevo emperador, Anastasio les confiscó sus bienes, les quitó los cargos importantes que ocupaban, los expulsó de la capital y disolvió la guardia isauriana que había creado León I, que, a pesar de haber sido provechosa para acabar con los germánicos durante el reinado de Zenón, había logrado tanta importancia que podía ser peligrosa. A esta medida le siguió un combate extremamente largo y difícil, y solo tras seis años de lucha se logró someter totalmente a los isáuricos en su país de origen. Muchos de ellos fueron deportados a Tracia. Aunque el ejército principal de Longino fue derrotado en la batalla de Cotyaeum, en Frigia, la resistencia de sus seguidores pervivió en las montañas isaurias hasta 496 o 498. Además, la guerra debilitó al Oriente lo suficiente para que los persas obtuvieran algunas victorias en las fronteras y se hicieran con algunas de sus fortalezas.

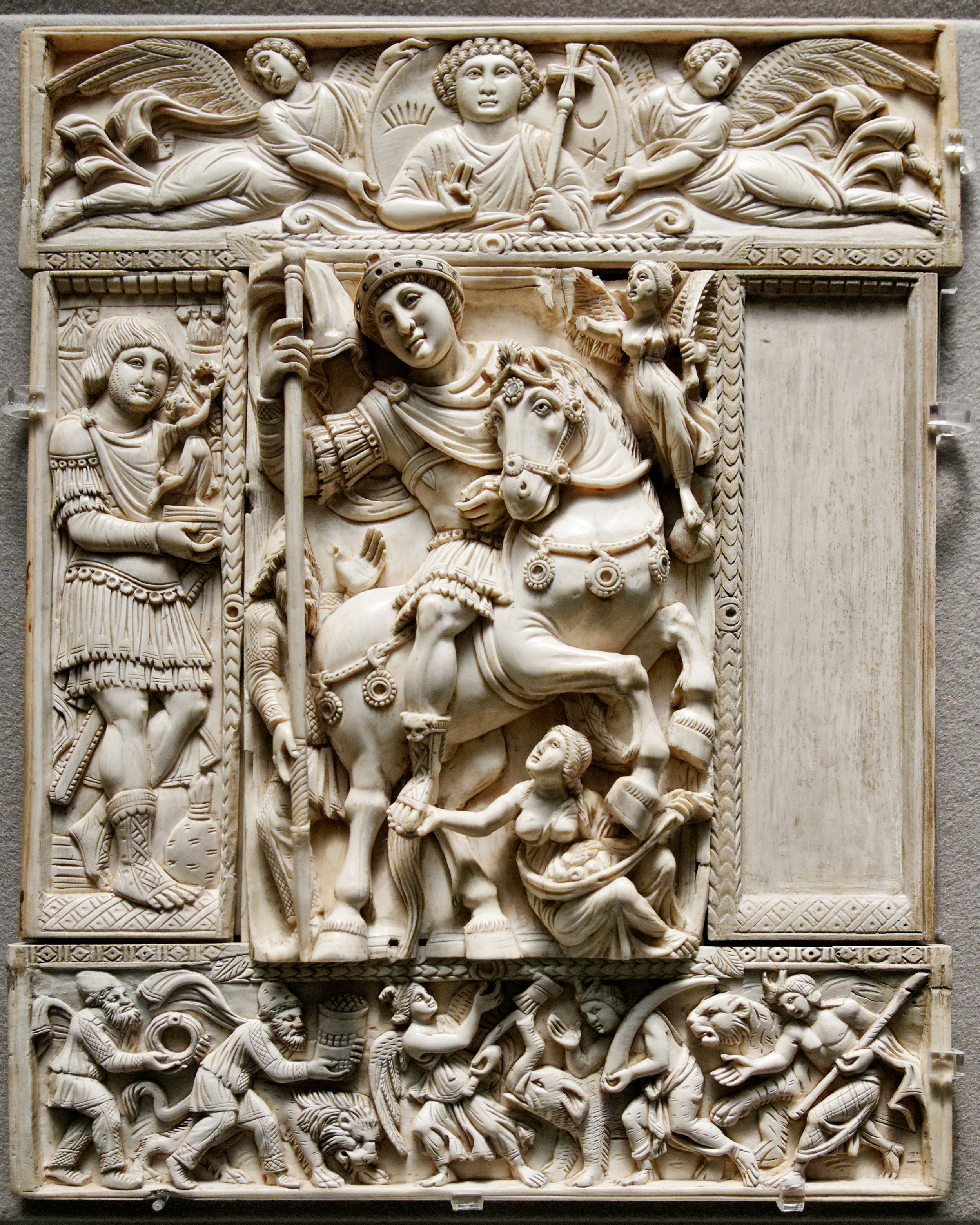
Díptico Barberini, del siglo VI. Se desconoce si el emperador representado es Justiniano o Anastasio I.

La guerra contra Persia tuvo lugar entre 502, cuando los persas invadieron Siria, y 505, y en ella las ciudades de Teodosiópolis y Amida fueron tomadas por el enemigo. La reacción de Anastasio no fue como las de León I o Zenón, que fueron desastrosas, sino que esta vez Anastasio reunió a 52 000 hombres, y al cabo de dos años los bizantinos habían expulsado a los invasores de aquellos territorios. Los persas sufrieron pérdidas severas, y los romanos recuperaron Amida. En 506, ambos contendientes, exhaustos por el esfuerzo bélico, firmaron la paz, respetando el statu quo. Poco después Anastasio ordenó la construcción de la fortaleza de Daras, para poder vigilar Nísibis.
Durante su reinado, después de la partida de los ostrogodos hacia Italia, las provincias de los Balcanes fueron devastadas por las invasiones de los eslavos y los búlgaros. Para proteger Constantinopla y sus cercanías construyó, en el año 512 a cuarenta kilómetros al oeste de la capital del imperio bizantino, la Muralla de Anastasio. Esta se extendía desde la Propóntide hasta el mar Negro, y renovó las fortificaciones del Danubio. Sin embargo, aquel muro, debido a su rápida y deficiente construcción y a las brechas provocadas por terremotos, no logró ser un impedimento real para evitar acercamientos a la capital.
Anastasio, tras largas negociaciones y tras el envío de distintas embajadas a Constantinopla, reconoció a Teodorico como rey de Italia en 497. Sin embargo, tuvo que lidiar con las ambiciones expansionistas del ostrogodo sobre los Balcanes. En 504 Teodorico avanzó con la captura de la ciudad fronteriza de Sirmium, arrebatada a los gépidos. Las tropas imperiales enviadas contra Mundo, en alianza con Teodorico, fueron derrotadas en 505.
Ante el fracaso de la solución militar, el emperador decidió contraatacar diplomáticamente. Apoyó al rey franco Clodoveo I, recientemente convertido al catolicismo, en su expansión hacia el sur de la Galia, acabando con el reino visigodo de Tolosa en 507, de confesión arriana y aliado de Teodorico. Para pagar su alianza, Anastasio le confirió los títulos de patricius y consul. En cualquier caso, era solo un consulado honorífico, pues no implicaba el ejercicio de las funciones que, al menos en teoría, debería corresponderle. Para Clodoveo tenía sin embargo una gran trascendencia. La población romana de la Galia consideraba al emperador de Oriente la representación del poder supremo y único que podía poseer todos los demás poderes. El diploma de Anastasio mostró a la población gala la legitimidad del poder que Clodoveo ejercía sobre ella. Clodoveo se convertía así en algo parecido a un virrey de Galia, que en teoría pertenecía al Imperio romano.
Por su parte, Anastasio había neutralizado las pretensiones de Teodorico sobre la Galia porque el reino franco era reconocido legítimo para ocupar esta tierra por el emperador. Aun así, estas maniobras no impidieron que Teodorico invadiera la Septimania en 508 y se aprovechara del desorden interno del reino visigodo de Toledo para ser regente en 511. Completó su red de alianzas asociándose con pueblos germanos, incluidos los hérulos y los turingios. Nuevamente,  Anastasio reaccionó aliándose con los lombardos para que ataquen a los hérulos y los expulsen de Eslovaquia.
Anastasio tuvo éxito en otros lugares para asegurar la lealtad y las alianzas. Mantuvo buenas relaciones diplomáticas con el rey burgundio, Gundebaldo, a pesar de su adherencia al arrianismo, y estuvo en mejores términos con su hijo, Segismundo, que se había convertido al catolicismo bajo la influencia de Avito, el obispo de Vienne.
Estas relaciones del emperador bizantino con los reinos germánicos demuestran que a finales del siglo V y a comienzos del VI la concepción de un Imperio único era muy importante todavía.

## Materia religiosa
Anastasio fue un monofisita convencido, pero su política religiosa fue moderada. Se esforzó por mantener el principio del Henotikon de Zenón y la paz de la Iglesia, para lo cual firmó, a instancias del patriarca Eufemio, una declaración escrita de ortodoxia.
Este problema se manifestó en la división del populacho entre dos facciones rivales, los Azules —asociados a Justino— y los Verdes. En un principio, las denominaciones aludían a los colores ganados por los dos más importantes equipos de aurigas, pero en estos momentos sus dirigentes eran elegidos por el gobierno, que les otorgaba deberes de guardia y el mantenimiento y la supervisión de las murallas defensivas.  De este modo, en las grandes ciudades del imperio existían dos facciones semipolíticas que se combinaban en ciertas circunstancias para conformar una milicia local. Anastasio, a pesar de que en un primer momento intentó ser imparcial, se acabó acercando a los Verdes por sus corrientes monofisitas, mientras que los Azules estaban vinculados a la ortodoxia religiosa, los Verdes se asociaban con el monofisismo.
En noviembre de 512, a causa de una alteración de la liturgia en las iglesias de Constantinopla, en las que se añadieron frases hirientes para el credo ortodoxo, se produjo una revuelta contra Anastasio. El emperador se presentó en el circo ante 20 000 súbditos enfadados, se quitó la diadema y ofreció su renuncia al trono. El clamor cesó y logró calmar la situación.
En 512, sin embargo, a causa de la presión del pueblo —sobre todo del partido de los Verdes—, se vio arrastrado a adoptar la posición monofisita. Aunque esto le granjeó el apoyo de la población de Constantinopla, en la parte europea del Imperio se produjo bastante descontento, que fue aprovechado por Vitaliano, magister militum per Thracias, para organizar una rebelión en el 513, en la que participaron hunos, búlgaros y eslavos, y que fue apoyado por una flota considerable para marchar sobre la capital. Su objetivo, fundamentalmente político, era destituir al emperador; pero declaró a todos que se rebelaba para defender a la oprimida Iglesia ortodoxa. La revuelta, que se prolongó durante los años 514 y 515, fue sofocada por una victoria naval del general Marino. Este levantamiento no tuvo demasiada transcendencia en la historia de Bizancio.
Anastasio, a pesar de que había prometido al patriarca de Constantinopla no poner en marcha ningún tipo de innovación en la Iglesia, en su política religiosa, comenzó por amparar y patrocinar al monofisismo, y en poco tiempo se alineó de forma clara y abierta con sus seguidores. Esto fue recibido con entusiasmo en Egipto y Siria, donde el monofisismo estaba muy extendido. En la capital, sin embargo, las simpatías monofisistas del emperador provocaron gran conmoción, y cuando Anastasio decretó que, como se hiciera en Antioquía, se cantase el Trisagio (“Santo, Santo, Santo, Señor de los ejércitos”), incorporando las palabras “que fue crucificado por nosotros”, esto es, “Dios Santo, Santa y única Potencia, Santa y única Divinidad inmortal, crucificado por nosotros, ten piedad de nosotros”, en Constantinopla tuvieron lugar considerables tumultos.
En 517 recibió en Constantinopla a una delegación de sacerdotes de Roma, que intentaban presionarle para que impusiera la fe católica en sus territorios. Anastasio respondió a los legados papales que no estaba dispuesto a permitir un baño de sangre entre sus súbditos por tratar de imponer las creencias de una facción sobre el resto, y ejemplificó su talante conciliador con estas palabras: "Mi paz os dejo, mi paz os doy". Terminó su alegato dirigido al papa Hormisdas con estas palabras, que afirmaban la autonomía de Bizancio respecto a la Iglesia de Occidente: "Vos podéis contrariarme, reverendo señor; podéis incluso insultarme, pero no ordenarme".

## Sucesión
El 9 de julio del año 518, falleció Anastasio I. Acerca de la elección de su sucesor, la leyenda según el Anónimo Valesiano, dice que invitó a comer a sus tres sobrinos, Hipacio, Pompeyo y Probo, y les hizo preparar tres lechos para descansar después del convite. Bajo la almohada de uno de ellos había colocado un pergamino con la palabra latina REGNUM ("reino"); había decidido que el que lo encontrase fuese su sucesor al frente del Imperio. Sin embargo, dos de los sobrinos, cuyo afecto mutuo parece haber ido algo más allá de los lazos familiares, compartieron una cama, y el que ocultaba el pergamino quedó intacto. Tras este fracaso, Anastasio determinó que heredaría el Imperio el primero que entrara en su habitación al día siguiente. La suerte le fue propicia a Justino, comandante de su guardia.
Es poco probable que esta historia sea cierta. Lo más verosímil es que no fuese Anastasio quien eligiese a Justino como sucesor, sino que este se alzase con el poder una vez fallecido el emperador.